# Palau Łazienki
El Palau Łazienki [ɫaˈʑenki] (en polonès: Pałac Łazienkowski) també anomenat Palau del llac (Pałac na Wodzie) o Palau de l'illa (Pałac na Wyspie) és un palau neoclàssic al parc Łazienki a Varsòvia, Polònia.

## Història
El palau es va construir originalment en estil barroc a partir de 1674 per Tylman van Gameren per al comte Stanisław Herakliusz Lubomirski. Altres artistes van contribuir en la seva ornamentació com els escultors Andrzej Le Bruyn, Jakub Monaldi i Franciszek Pinck, i pintors com Marcello Bacciarelli i Jan Bogumił Plerchs. Es seu estil és de les cases de banys barrocs o "Łazienka" de forma semblant als de Bath.
El 1766 el darrer rei de Polònia Estanislau August Poniatowski va comprar la finca i va convertir el pavelló de bany en una residència d'estiueig classicista amb un jardí anglès.
Des del 1772 a 1793 Domenico Merlini va reestructurar l'edifici per encàrrec de Poniatowski, que el feia la seva residència d'estiu. Els Interiors foren dissenyats per Jan Chrystian Kamsetzer. Es va construir un pavelló sobre l'aigua segons els gustos xinesos de l'època. El parc, avui una barreja d'estils arquitectònics, era llavors ornat amb teules holandeses amb relleus i pintures. El palau es va guarnir amb mobiliari neoclàssic i pintures. Després de la mort d'Estanislau, el palau fou heretat per la seva família, primer pel príncep Józef Antoni Poniatowski.
Després de la primera partició de Polònia, el 1817 el palau era pres pel govern rus i es convertia en una de les residències del gran duc Constantí Pavlovitx de Rússia. Després que Polònia recobrés la independència el 1918 es convertia en un museu nacional, formant part de Col·lecció d'Art Nacional, i després del tractat de Riga (1921) s'omplia de les col·leccions que els russos havien tornat. Una vegada més, les obres foren evacuades durant el setge de Varsòvia de 1939 al Museu Nacional de Varsòvia. Durant l'ocupació alemanya de la Segona Guerra Mundial, el palau fou tancat al públic polonès. Les forces alemanyes li casaren foc després de la sublevació de Varsòvia, però les forces alemanyes es retiraren abans que tinguessin temps d'enllestir els seus plans d'enderrocar l'edifici. Malgrat la seva reconstrucció un cop acabada la guerra, molta de la seva decoració d'interior original fou malmesa pel foc.
Després de la guerra el Palau es convertiria en propietat del Museu Nacional de Varsòvia, allotjant també el Museu de Bany Reial. Les obres de restauració van durar molts anys fins als anys 60.
L'any 2019, el palau va ser l'11è a la llista de palaus i monuments més visitats del món, i va atreure més de 4,9 milions de visitants.

## Galeria de fotos

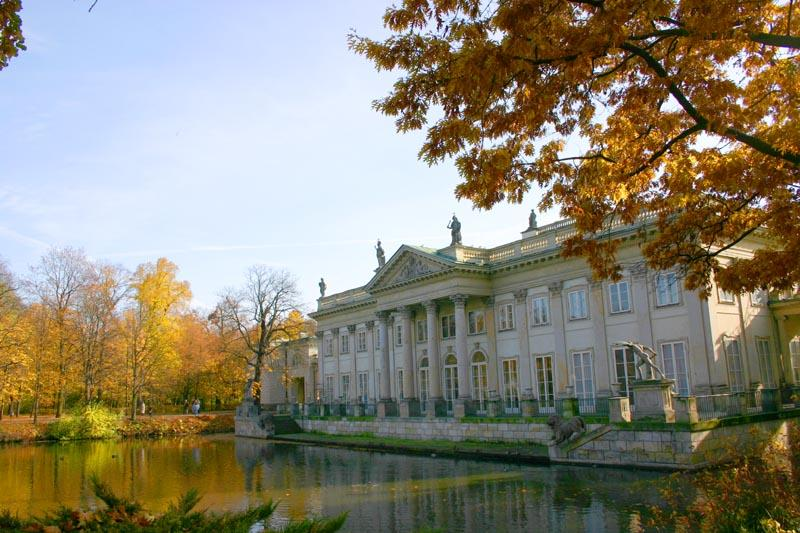
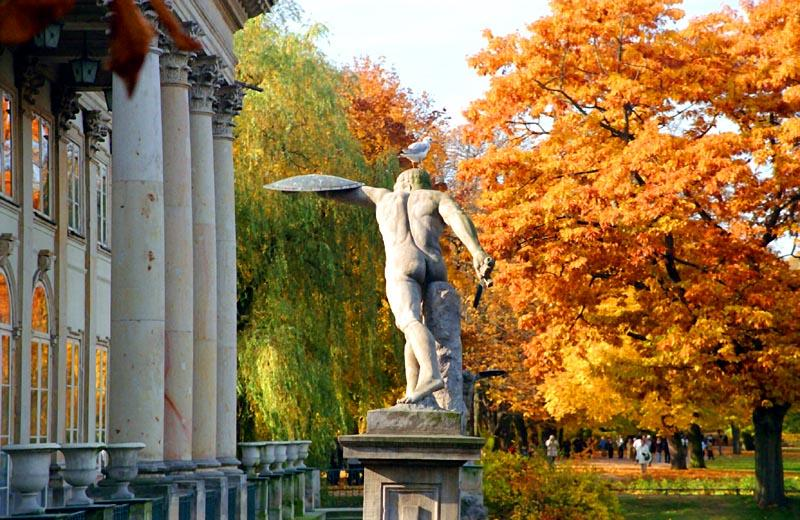
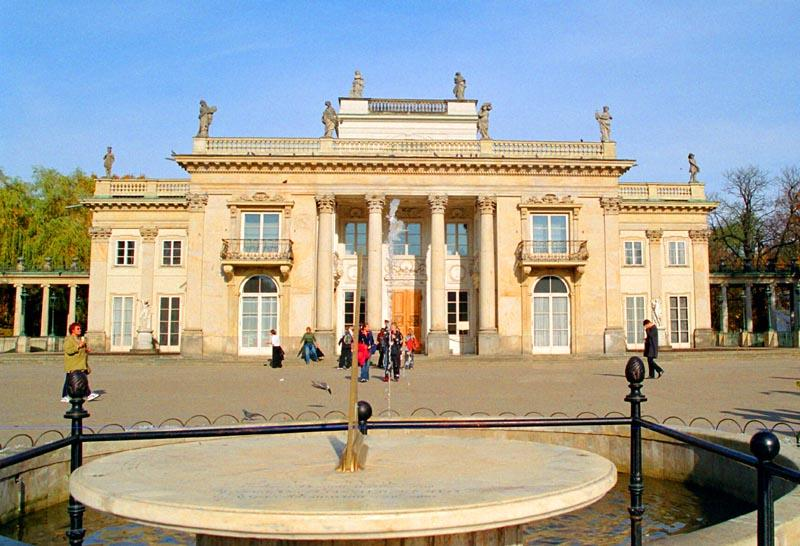
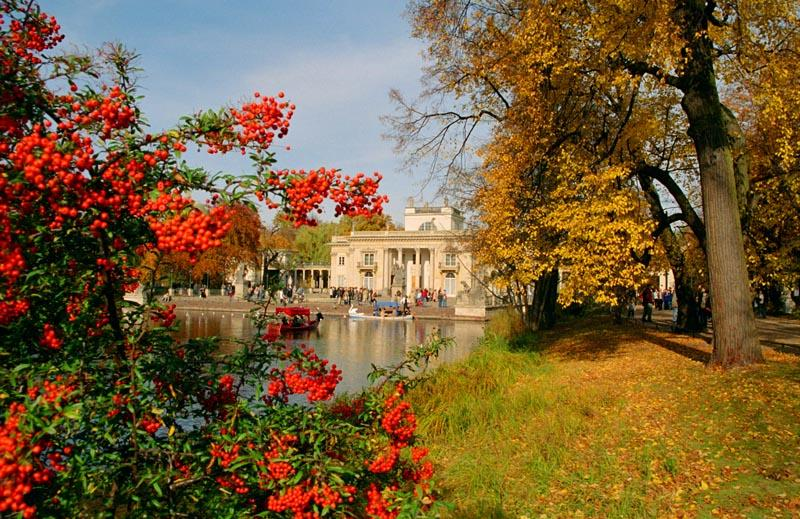
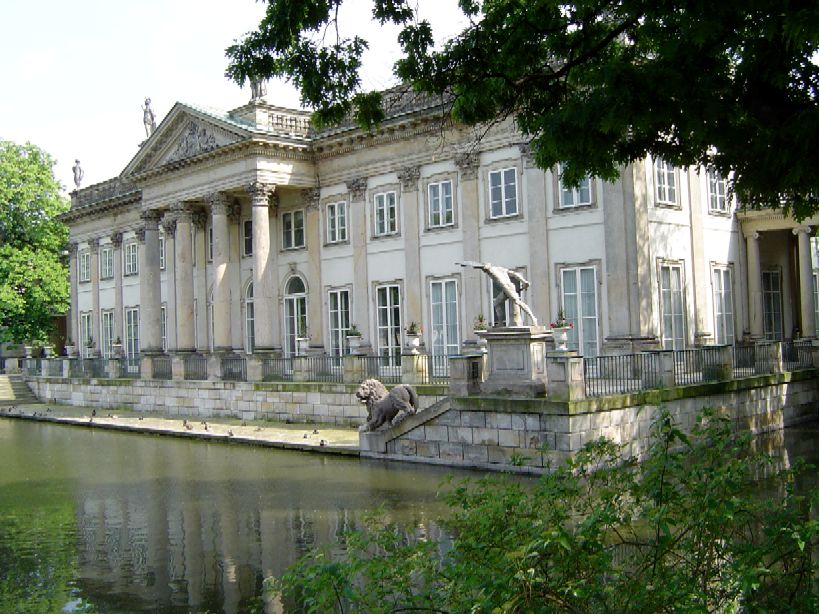
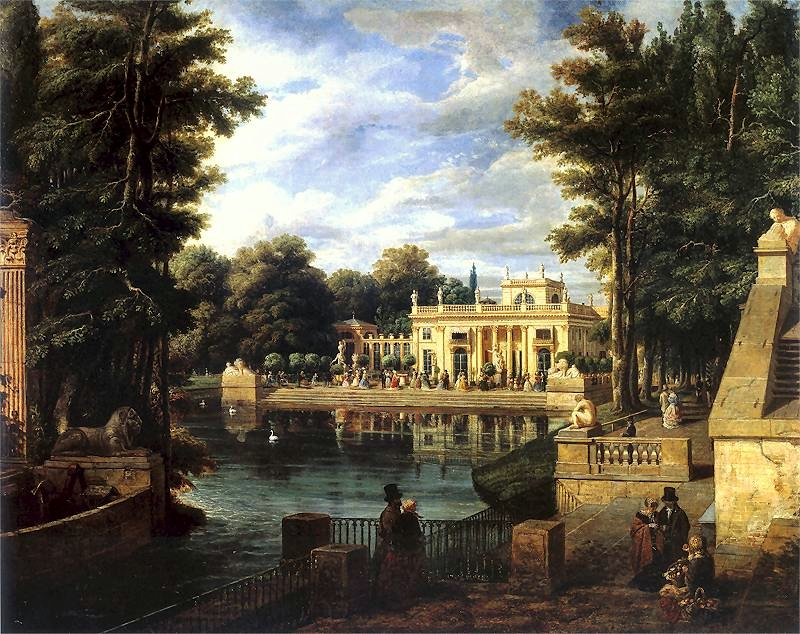